# Patrick Brechtel
Patrick Brechtel (* 28. Februar 1983 in Landau in der Pfalz) ist ein ehemaliger deutscher Fußballspieler. Er ist der Sohn des ehemaligen Landrats des Kreises Germersheim, Fritz Brechtel.

## Karriere
Vom SV Rülzheim kam der Pfälzer Patrick Brechtel 1996 in die Jugendabteilung des Karlsruher SC. 2001 rückte er in den Amateurkader. Bis 2006 spielte er für die KSC-Amateure (Regionalliga Süd und Oberliga Baden-Württemberg), ehe er zum SV Sandhausen wechselte. Hier war er Teil der Mannschaft, die von 2006 bis 2008 den Durchmarsch von der Oberliga in die neu gegründete 3. Fußball-Liga schaffte. Bereits 2007 hatte er beim SVS allerdings seinen Stammplatz verloren, sodass er 2008/09 nur auf zwei Drittliga-Spiele kam. Zur neuen Saison wechselte er aus beruflichen Gründen zu seinem ehemaligen Jugendverein SV Rülzheim in die Bezirksklasse. Am Ende der Saison konnte er den Aufstieg in die Bezirksliga feiern und wechselte im Winter 2010/11 zum Südwest-Oberligisten SC Hauenstein. Im März 2015 erlitt er einen Kreuzbandriss und fiel über längere Zeit aus. 2016 kehrte er als spielender Co-Trainer zum SV Rülzheim zurück. 2017 wurde er dort Spielertrainer und stieg 2019 mit dem Verein erstmals in die Verbandsliga auf. Anfang 2021 wurde er zunächst kommissarisch zusätzlich Sportlicher Leiter. Zur Saison 2021/22 übernahm er die Funktion regulär anstelle der Trainertätigkeit. Im Frühjahr 2022 übernahm er noch einmal übergangsweise zusätzlich den Trainerposten und beendete zum Saisonende seine aktiven Tätigkeiten im Verein.

### Statistik
| Liga         | Spiele (Tore) |
| ------------ | ------------- |
| 3. Liga      | 002 0(0)      |
| Regionalliga | 031 0(1)      |
| Oberliga     | 205 (20)      |
| Wettbewerb   |               |
| DFB-Pokal    | 002 0(0)      |